# Reno Divorce
Reno Divorce is een Amerikaanse punkband, opgericht te Denver in 1996. Hun muziekstijl is onmiskenbaar punkrock of hardcore punk en lijkt veel op de muziek van Social Distortion. 

## Bekendste hit
- How long it's been? (2009)

## Albums
- Web of Lies (ep, 1997)
- All Throttle, No Bottle (ep, 1998)
- Naysayers and Yesmen (2002)
- You're Only Making It Worse (2003)
- Laugh Now Cry Later (ep, 2004)
- Tears Before Breakfast (2009)
- Lover's Leap (2012)
- Ship Of Fools (ep, 2016)
- Fairweather Friends (ep, 2018)
- Presents... Outsider! Escape From Berlin (live, 2021)
- Tears Before Breakfast (lp, heruitgave 2024)